# Goethalsia (vogel)
Goethalsia is een geslacht van vogels uit de familie kolibries (Trochilidae). Na uitgebreid DNA-onderzoek is dit geslacht opgegaan in het geslacht Goldmania. De enige soort die in dit geslacht werd beschreven is:
- Goldmania bella synoniem: Goethalsia bella (roodwangkolibrie)